# A magyar labdarúgó-válogatott mérkőzései 1941-ben
A magyar labdarúgó-válogatottnak 1941-ben három találkozója volt, egy-egy győzelem és döntetlen mellett a német csapattól 7–0-ra kapott ki az igen szétzilált magyar csapat. Például a Gázgyárból (BLASZ-bajnokság) Füzi II Gábor volt az egyik csatár. A másik oka a nagyarányú vereségnek a német csatársor kitűnő tagjai: Fritz Walter, Helmut Schön és Hahnemann.
Szövetségi kapitány:
- Fábián József 234–235.
- Ginzery Dénes 236.

## Eredmények
| 234. mérkőzés 1941. március 23. | Jugoszlávia     | 1 – 1             | Magyarország | BSK-pálya, Belgrád Nézőszám: 20 000 Játékvezető: Raffaele Schorzoni (ITA) |
| 234. mérkőzés 1941. március 23. | Valjarevics 43' | (1 – 1) Részletek | Gyetvai 8'   | BSK-pálya, Belgrád Nézőszám: 20 000 Játékvezető: Raffaele Schorzoni (ITA) |

| 235. mérkőzés 1941. április 6. | Németország                                                                   | 7 – 0             | Magyarország | Köln Nézőszám: 65 000 Játékvezető: Pedro Escartín (ESP) |
| 235. mérkőzés 1941. április 6. | Janes 24' (11-esből) Walter 28' Kobierski 34' Hahnemann 51' 67' Schön 62' 81' | (3 – 0) Részletek |              | Köln Nézőszám: 65 000 Játékvezető: Pedro Escartín (ESP) |

| 236. mérkőzés 1941. november 16. | Svájc       | 1 – 2             | Magyarország              | Hardturm-stadion, Zürich Nézőszám: 24 000 Játékvezető: Peco Bauwens (GER) |
| 236. mérkőzés 1941. november 16. | Monnard 77' | (0 – 1) Részletek | Kovács 45' Olajkár II 74' | Hardturm-stadion, Zürich Nézőszám: 24 000 Játékvezető: Peco Bauwens (GER) |

## Külső hivatkozások
- A magyar válogatott összes mérkőzése (magyarul)
- A magyar válogatott a soccerbase-en (angolul)
- A magyar válogatott mérkőzései (1941)

## Lásd még
- A magyar labdarúgó-válogatott mérkőzései (1930–1949)
- A magyar labdarúgó-válogatott mérkőzései országonként